# Dabakala
Pour l’article homonyme, voir Dabakala (département).
Dabakala  est une ville du centre de la Côte d'Ivoire, et appartenant au département de Dabakala, dans la région de la Vallée du Bandama. La localité de Dabakala est un chef-lieu de commune, de sous-préfecture et de département.

## Démographie
| 1962  | 1969  | 1975  | 1988  | 2010   |
| ----- | ----- | ----- | ----- | ------ |
| 1 919 | 2 100 | 3 311 | 7 777 | 14 722 |

## Histoire
Louis-Gustave Binger y passe le samedi 26 janvier 1889.

## Organisation
Les différents quartiers de la ville sont : Bambarasso, Odiennesso, Fonctionnaire, Diassara, Sanassidougou, Mutilé, Koko, Ségala, Hôpital, Sanassidougou, Gbongasso, Dabakalakro.

## Population
En 1969, les deux ethnies prédominantes sont les Djimini, qui constituent près de 40 % de la population, et les Malinké, plus de 20 %.

## Éducation
Dabakala accueillit l'une des 18 écoles de village créées en 1903. Elle comptait alors 46 élèves encadrés par 2 instituteurs.
Le département compte aussi une Institution de formation et d'éducation féminine située au chef-lieu, l'un des 90 centres de cette nature existant dans le pays. Cette institution a pour objet de permettre aux femmes analphabètes, aux jeunes filles non scolarisées ou déscolarisées, aux femmes agricultrices de trouver une opportunité pour le développement d'aptitudes nouvelles permettant leur insertion ou leur autonomisation.

## Sports
Le football est le sport le plus pratiqué dans la région, avant même l'indépendance. Dans les années 1970, deux clubs rivaux ont animé la ville : « Étoile filante » et « Réveil Club ».
Avec la création, en 1977, du collège d'enseignement général (C.E.G.), devenu Lycée moderne, et grâce aux professeurs d'éducation sportive, d'autres sports d'équipe ont vu le jour dans la ville : handball, volley-ball, etc. Par ailleurs, la ville compte un club de football, le « Djidja FC », fondé en 2005, sous la houlette de Kalil Ibrahim Konaté, cadre de la région. Elle évolue en championnat de division régionale, équivalent d'une « 4e division » .

## Personnalités
- Pierre Billon, fondateur de la Société immobilière et financière de la Côte africaine (SIFCA), et père de Jean-Louis Billon, est originaire de Dabakala. Son fils Jean-Louis Billon est élu maire de la ville en 2001[6]. En mars 2021, il est élu député de la circonscription de Dabakala[7].